# Casio Graph 20
La Casio Graph 20 est une calculatrice graphique de la marque Casio.

## Caractéristiques techniques
- Dimensions : 163×81×19 mm
- Poids : 120 g
- Alimentation : 2 piles AAA (LR03) + 1 DL2032
- Affichage : 6 lignes de 13 caractères (3840 pixels)
- Mémoire : 8 Ko (RAM)